# Rondônia
Rondônia állam Brazília északi régiójában fekszik. Nyugaton Acre állam, északon Amazonas, keleten Mato Grosso állam határolja, délen pedig Bolívia. Nevét Cândido Rondon (1865 - 1958) brazil katonai tisztről kapta.

## Földrajzi adatok
- Területe 237 576 km²
- Lakossága 2012-ben: 1 590 000 fő[2]
- Népsűrűsége 6,7 fő/km²
- Székhelye: Porto Velho

## Fordítás
- Ez a szócikk részben vagy egészben  a   Rondônia című angol Wikipédia-szócikk fordításán alapul.  Az eredeti cikk szerkesztőit annak laptörténete sorolja fel. Ez a jelzés csupán a megfogalmazás eredetét és a szerzői jogokat jelzi, nem szolgál a cikkben szereplő információk forrásmegjelöléseként.